# Pacific Aerospace
Pacific Aerospace Corp (PAC) est une entreprise néo-zélandaise de construction aéronautique.

## Historique
En juillet 1982, New Zealand Aero Industries (NZAI) fondé en 1973 déposa son bilan et fut rachetée par Agricultural Holdings. En association avec divers investisseurs dont Lockheed, le nouveau propriétaire transforma NZAI en Pacific Aerospace Corp (PAC). Poursuivant la fabrication des Fletcher FU-24 Utility et Victa Airtourer, PAC a aussi développé des versions modernisées, PAC Cresco et PAC 750XL pour le premier, PAC CT/4 pour le second. Implanté à Hamilton, disposant d’une représentation aux États-Unis, Utility Aircraft Corp basée à Woodland en Californie, PAC s’est aussi imposé comme partenaire sous-traitant de Boeing et Airbus.
En 2016, elle a formé avec Beijing Automotive la coentreprise Beijing Pan-Pacific Aerospace Technology et ouvre une usine pour fabriquer le PAC 750XL à Changzhou en 2017.
Elle livre 11 avions en 2018.